# سيرجيو رودريغوس (مهندس معماري)
سيرجيو رودريغوس (بالبرتغالية: Sérgio Rodrigues‏) هو مهندس معماري برازيلي، ولد في 1927 في ريو دي جانيرو في البرازيل، وتوفي بنفس المكان في 1 سبتمبر 2014.